# آباتوس

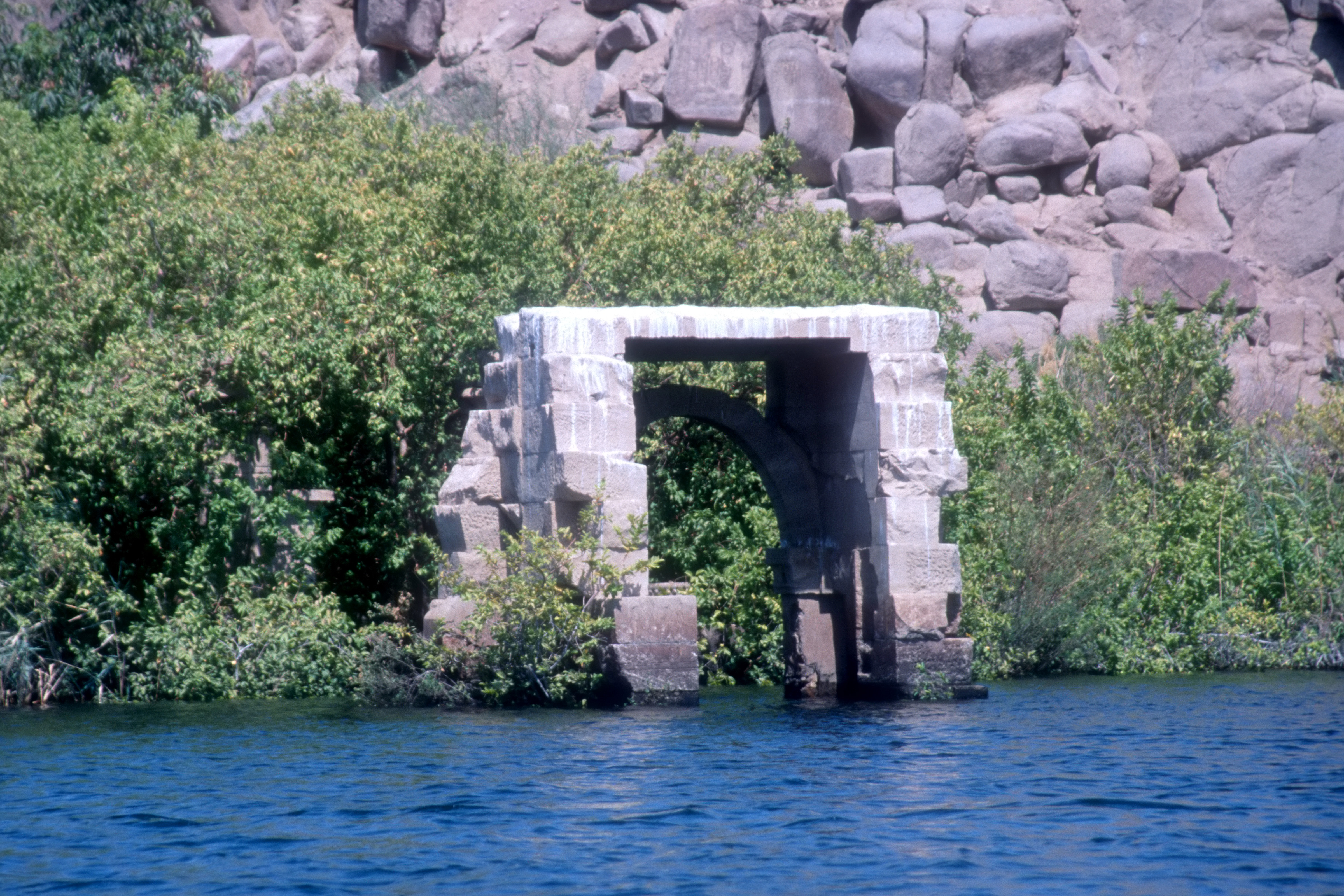

آباتوس (انگلیسی: Abatos) که آباتون هم نامیده شده جزیره‌ای صخره‌ای بود در رودخانه نیل مصر، نزدیک به فیله که تنها کاهنان مصری اجازه ورود به آن را داشتند. هم سنکای جوان و هم لوکانوس از این جزیره یاد کرده‌اند. اخترشناسان بعدها نام این جزیره را برای فلاتی در کره ماه به نام تریتون استفاده کردند.

## نگارخانه

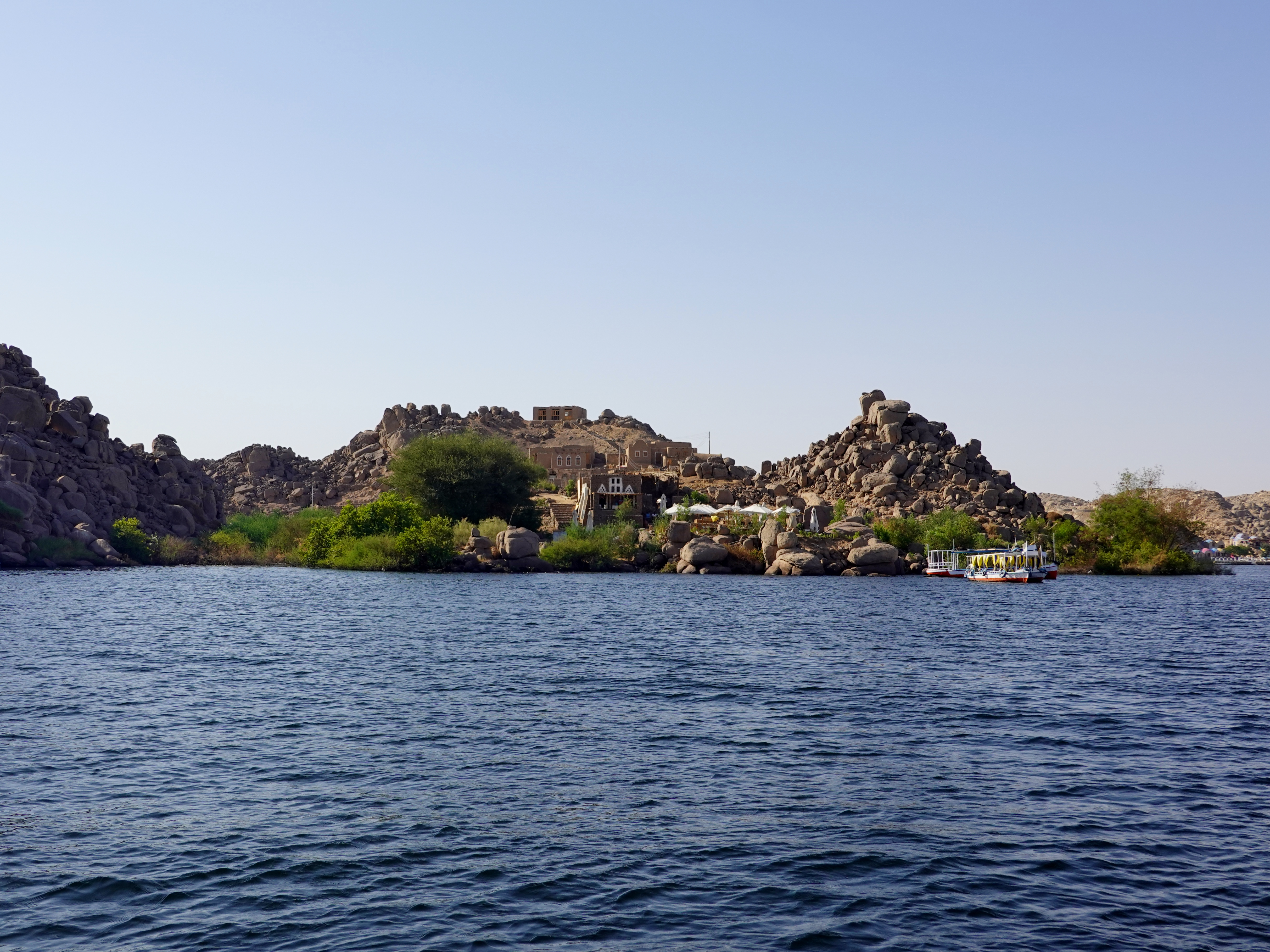
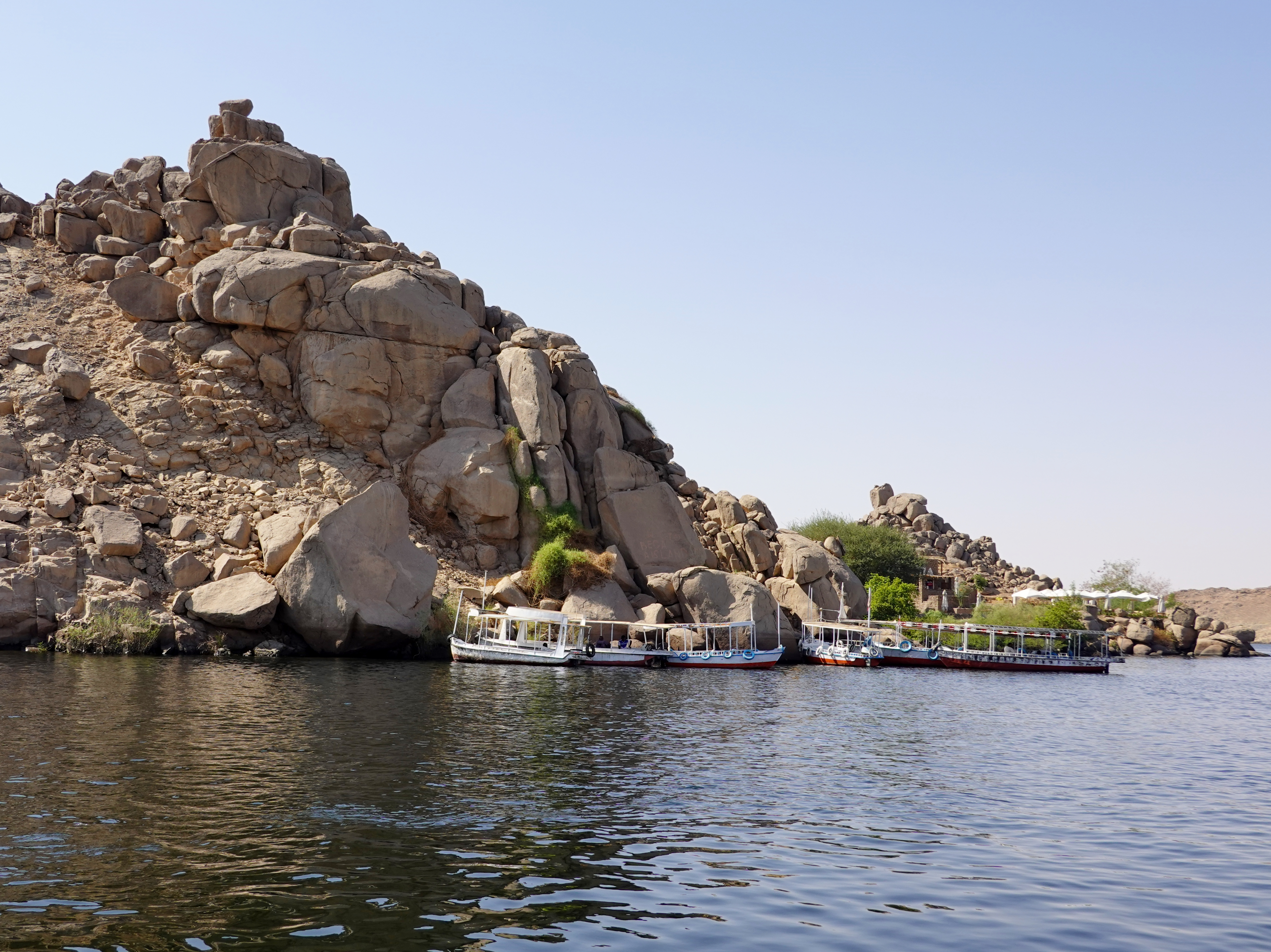
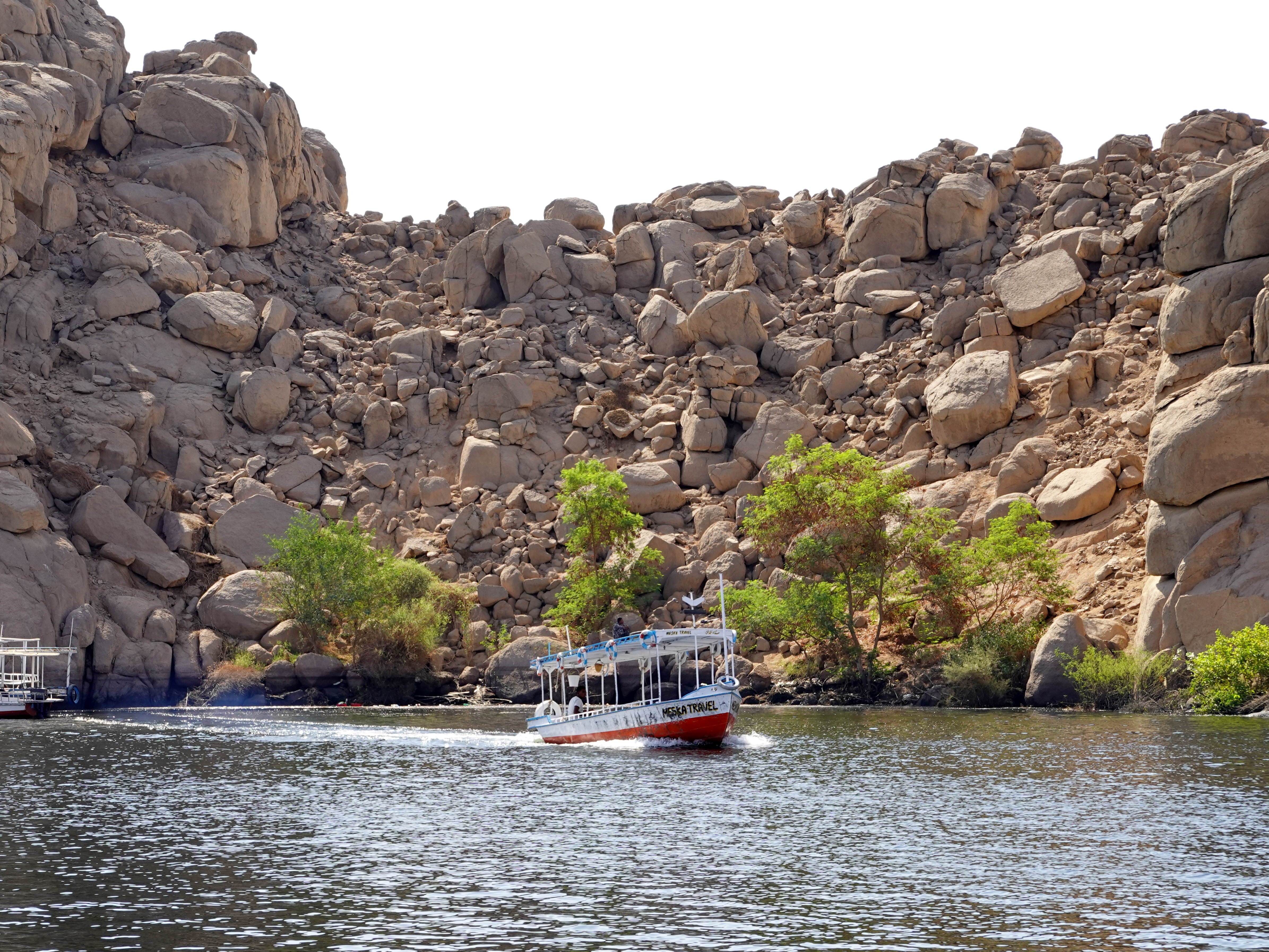
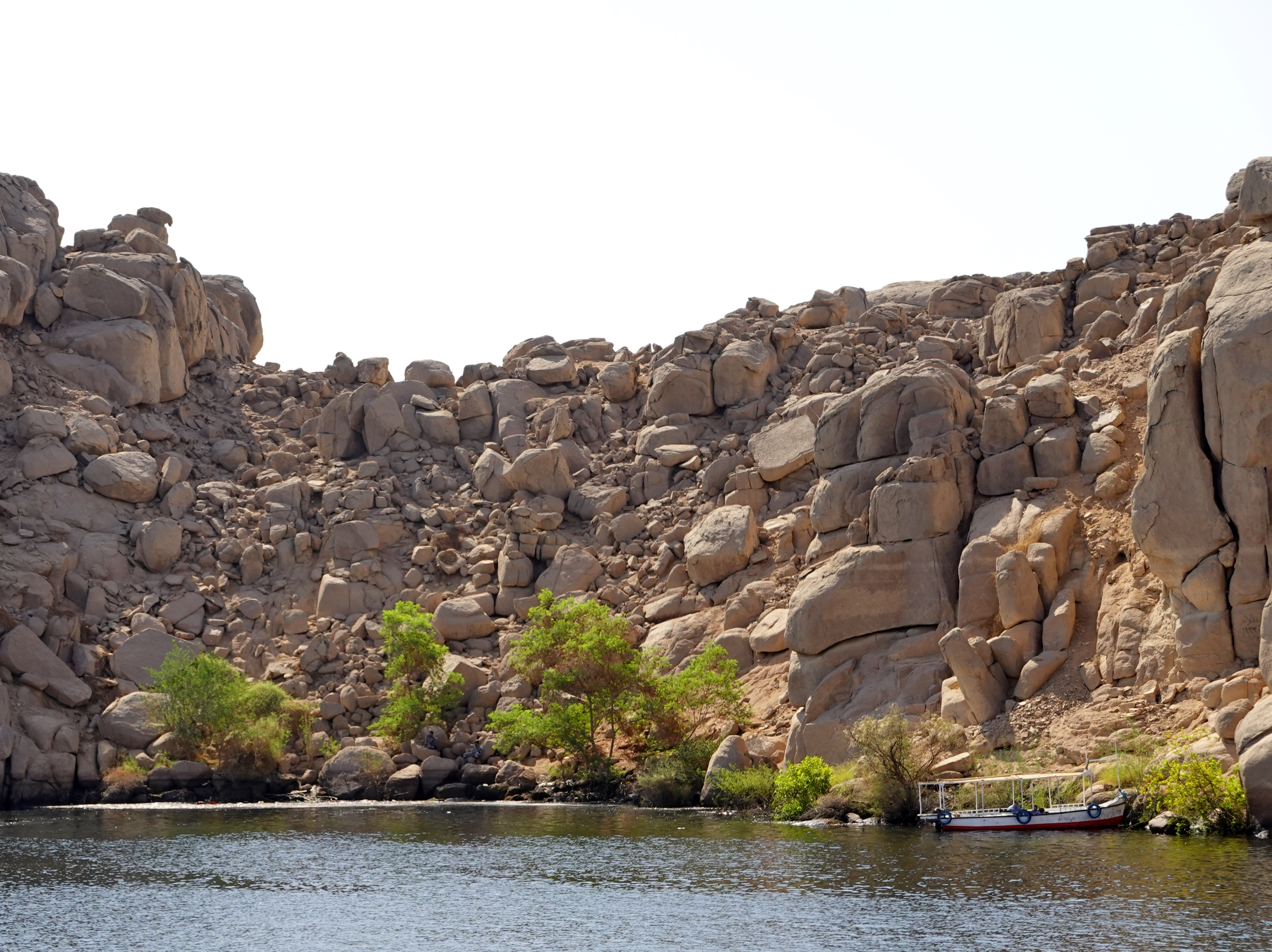
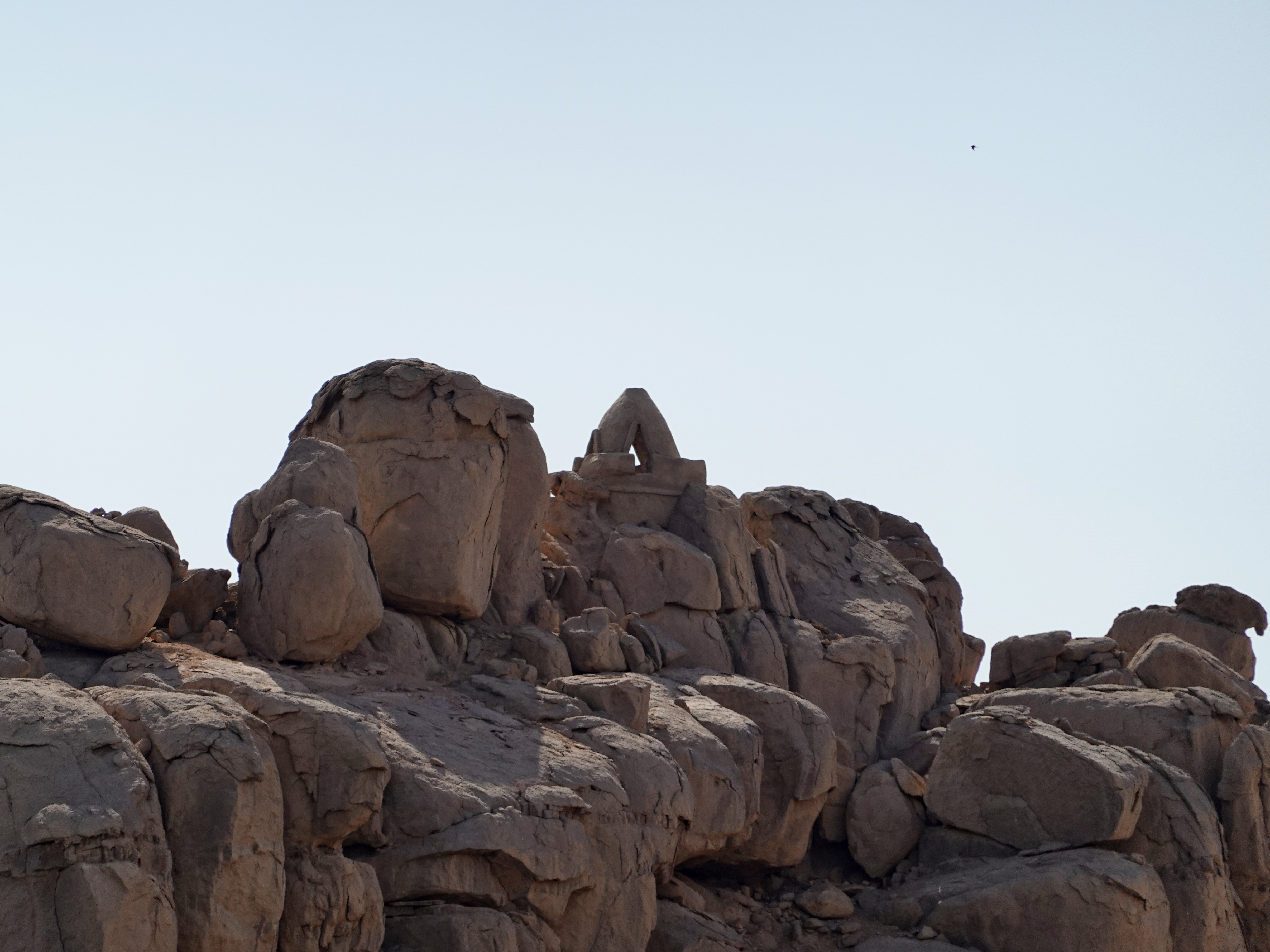
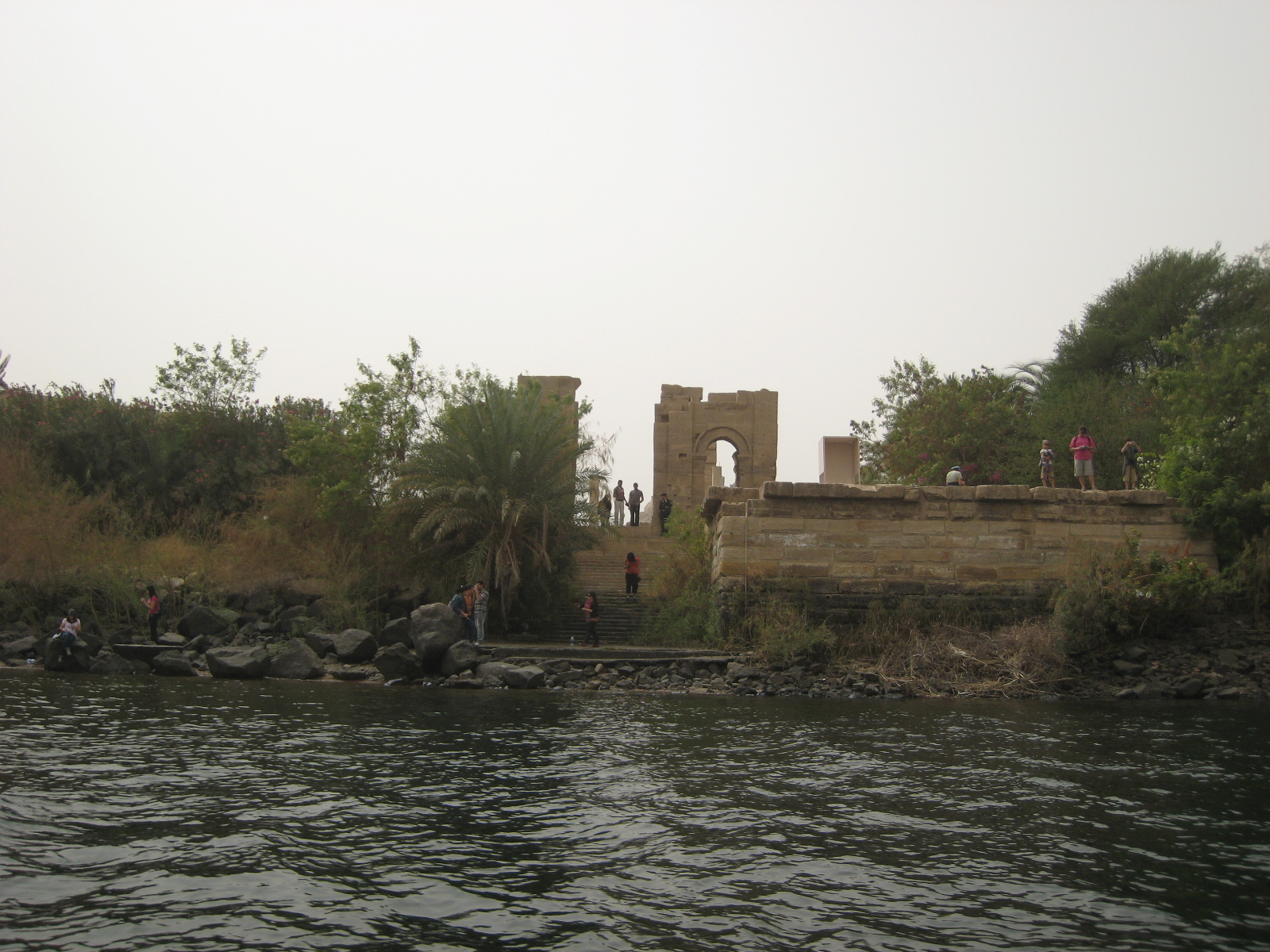
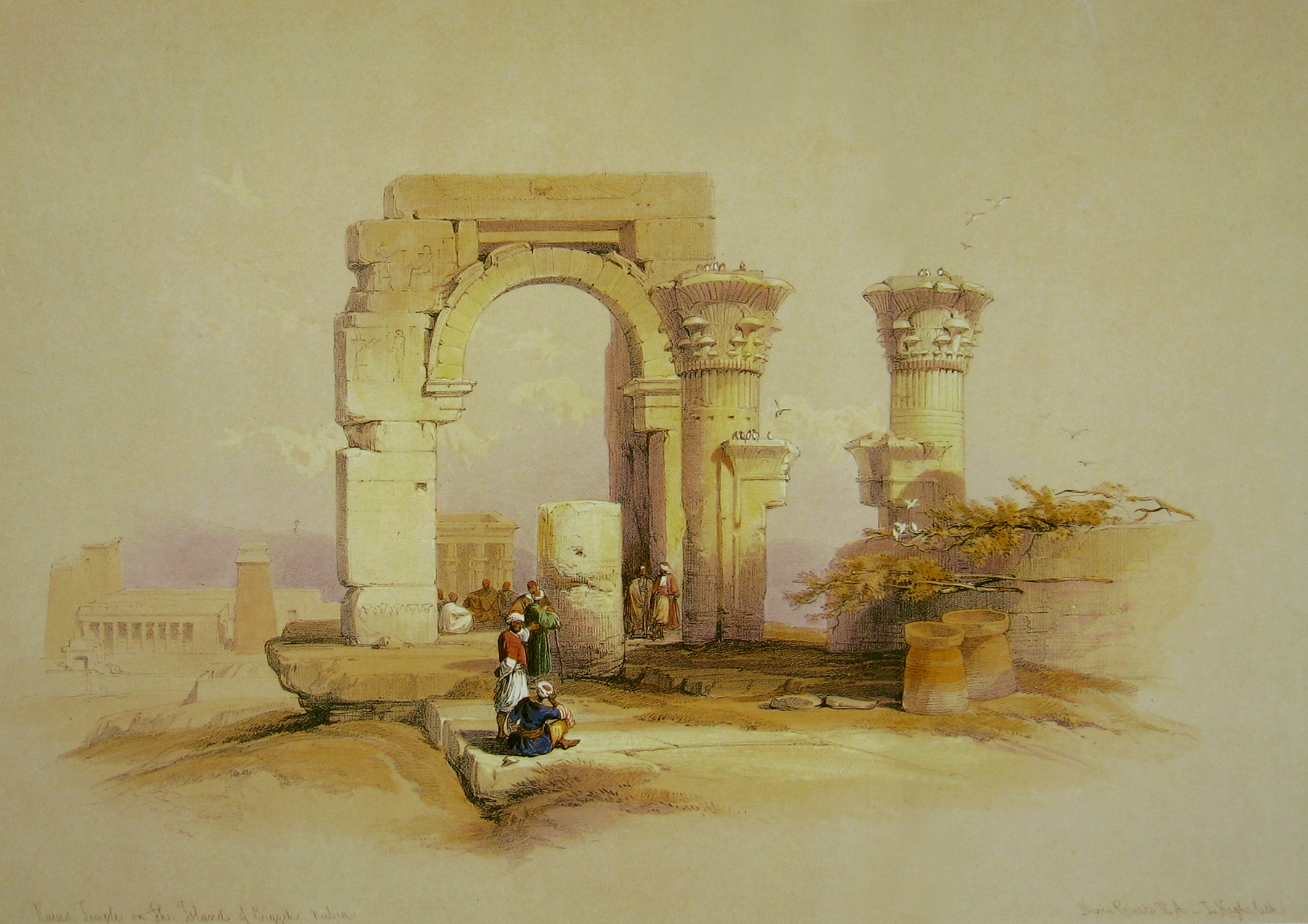
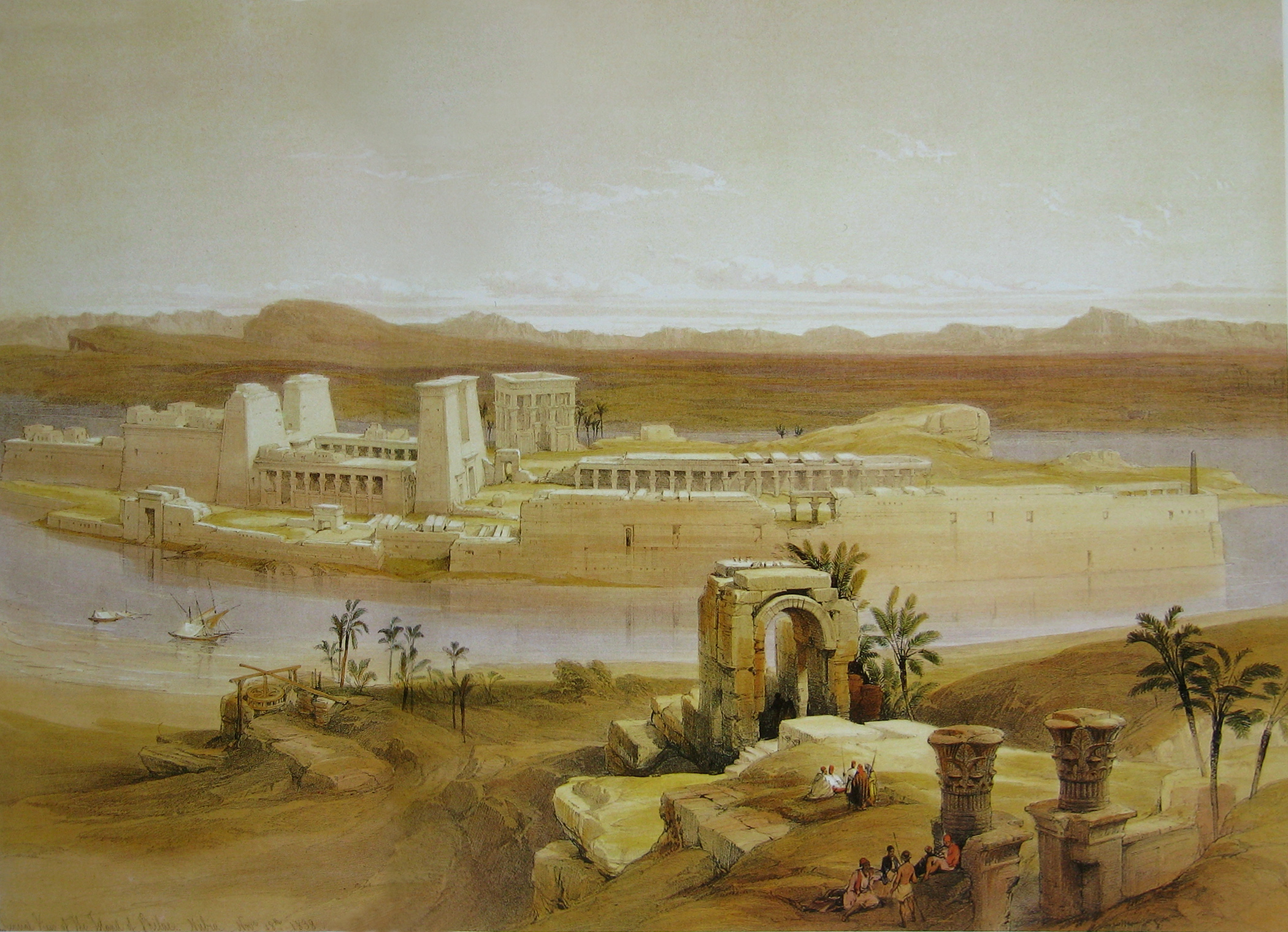
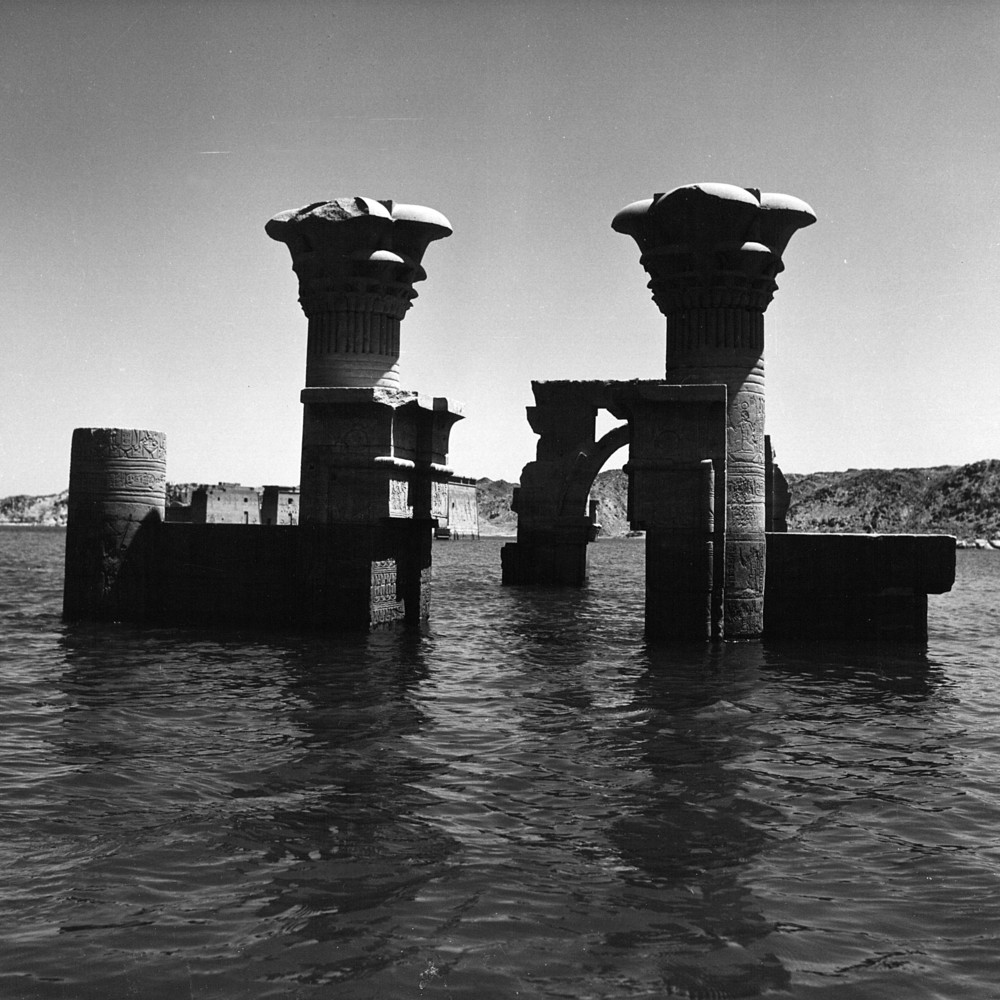
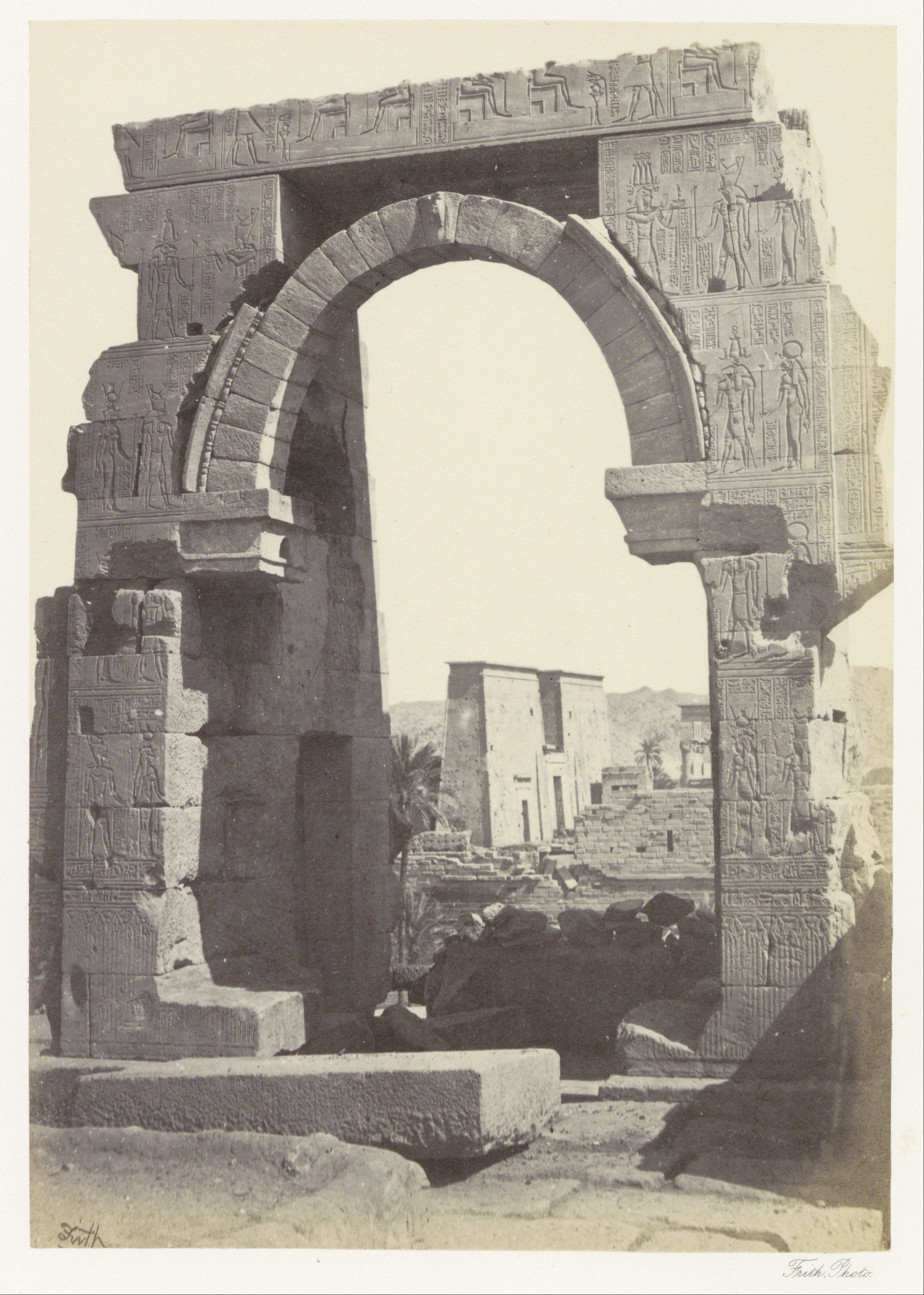